# Kasachische Eishockeymeisterschaft 2008/09
Die Saison 2008/09 war die 17. Spielzeit der kasachischen Eishockeyprofiliga. Die Vorrunde startete mit fünf Mannschaften. In der Finalrunde kamen drei weitere hinzu, die eigentlich in den Ligen des Russischen Eishockeyverbandes beheimatet waren. Den Titel des Kasachischen Meisters sicherte sich Barys Astana. Der Klub aus der Hauptstadt verteidigte damit den Titel, den die Mannschaft im Vorjahr erstmals gewonnen hatte. Parallel wurde zum insgesamt siebten Mal der Kasachische Eishockeypokal ausgetragen, den der HK Kasachmys Satpajew gewann.

## Modus
In der Vorrunde spielten fünf Mannschaften – darunter die Zweitvertretungen von Barys Astana und Kaszink-Torpedo Ust-Kamenogorsk – die drei freien Plätze für die Finalrunde aus. Die Mannschaften bestritten keine feste Anzahl von Spielen. Dennoch qualifizierten sich die drei Mannschaften mit den meisten Punkten. Eine Qualifikation anhand eines Punktekoeffizienten gab es nicht.
Die drei Qualifikanten aus der Vorrunde trafen in der Finalrunde auf Barys Astana aus der Kontinentalen Hockey-Liga sowie die beiden Wysschaja-Liga-Teilnehmer Kaszink-Torpedo Ust-Kamenogorsk und den HK Saryarka Karaganda. Die drei Mannschaften, die die Saison in den Ligen des Russischen Eishockeyverbandes verbracht hatten, waren für die Finalrunde bereits im Vorfeld gesetzt gewesen.
In der Finalrunde spielten die sechs Teilnehmer in einer Einfachrunde mit fünf Spielen pro Mannschaft den Titel des Kasachischen Meisters aus.
Für einen Sieg in der regulären Spielzeit von 60 Minuten erhielt eine Mannschaft drei Punkte, der unterlegene Gegner ging leer aus. Bei Siegen in der Overtime oder im Shootout bekam eine Mannschaft lediglich zwei Punkte, während der Verlierer immerhin noch einen Punkt erhielt.

## Meisterschaftsverlauf

### Vorrunde
In der Vorrunde setzten sich der HK Kasachmys Satpajew, Gornjak Rudny und HK Irtysch Pawlodar souverän durch. Satpajew und Rudny blieben sogar beide ohne Punktverlust, trafen bei ihren zehn bzw. sechs absolvierten Spielen aber auch nicht direkt aufeinander. Die beiden Reserve-Teams der großen Klubs aus Ust-Kamenogorsk und Astana blieben chancenlos und verpassten die Finalrunde deutlich.
Abkürzungen: Sp = Spiele, S = Siege, OTS = Siege nach Overtime oder Shootout, OTN = Niederlagen nach Overtime oder Shootout, N = Niederlagen, Pkt = Punkte

Erläuterungen:       = Finalrunden-Qualifikation
|                                   | Sp | S  | OTS | OTN | N  | Tore    | Pkt |
| --------------------------------- | -- | -- | --- | --- | -- | ------- | --- |
| HK Kasachmys Satpajew             | 10 | 10 | 0   | 0   | 0  | 102:022 | 30  |
| Gornjak Rudny                     | 6  | 6  | 0   | 0   | 0  | 060:08  | 18  |
| HK Irtysch Pawlodar               | 14 | 5  | 0   | 1   | 8  | 045:088 | 16  |
| Kaszink-Torpedo Ust-Kamenogorsk 2 | 6  | 1  | 1   | 0   | 4  | 030:025 | 5   |
| Barys Astana 2                    | 12 | 1  | 0   | 0   | 11 | 015:109 | 3   |

### Finalrunde
In der Finalrunde, die zwischen dem 26. und 31. März in Pawlodar ausgetragen wurde, zeichnete sich bis zum letzten Spieltag ein Kopf-an-Kopf-Rennen zwischen Barys Astana und Kaszink-Torpedo Ust-Kamenogorsk ab. Die entscheidende Partie der beiden bis dahin ungeschlagenen Teams entschied Astana im Penaltyschießen mit 4:3 für sich. Der dritte gesetzte Teilnehmer, HK Saryarka Karaganda, enttäuschte mit einem vierten Platz und spielte im Meisterschaftsrennen keine Rolle.
Abkürzungen: Sp = Spiele, S = Siege, OTS = Siege nach Overtime oder Shootout, OTN = Niederlagen nach Overtime oder Shootout, N = Niederlagen, Pkt = Punkte
|                                 | Sp | S | OTS | OTN | N | Tore  | Pkt |
| ------------------------------- | -- | - | --- | --- | - | ----- | --- |
| Barys Astana                    | 5  | 4 | 1   | 0   | 0 | 29:08 | 14  |
| Kaszink-Torpedo Ust-Kamenogorsk | 5  | 4 | 0   | 1   | 0 | 23:08 | 13  |
| HK Kasachmys Satpajew           | 5  | 3 | 0   | 0   | 2 | 18:20 | 9   |
| HK Saryarka Karaganda           | 5  | 2 | 0   | 0   | 3 | 17:13 | 6   |
| Gornjak Rudny                   | 5  | 1 | 0   | 0   | 4 | 12:22 | 3   |
| HK Irtysch Pawlodar             | 5  | 0 | 0   | 0   | 5 | 08:36 | 0   |

### Beste Scorer
Abkürzungen: T = Tore, V = Assists, Pkt = Punkte; Fett: Finalrundenbestwert
| Spieler           | Team            | T | V | Pkt |
| ----------------- | --------------- | - | - | --- |
| Denis Kotschetkow | Astana          | 2 | 8 | 10  |
| Gabriel Špilár    | Astana          | 7 | 1 | 8   |
| Alexander Schin   | Ust-Kamenogorsk | 4 | 4 | 8   |
| Branislav Mezei   | Astana          | 3 | 4 | 7   |
| Alexander Obuchow | Karaganda       | 3 | 4 | 7   |
| Jewgeni Rymarew   | Astana          | 3 | 3 | 6   |

## Auszeichnungen
| Auszeichnung       | Spieler           | Team                            |
| ------------------ | ----------------- | ------------------------------- |
| Bester Torhüter    | Artjom Stoletow   | HK Kasachmys Satpajew           |
| Bester Verteidiger | Branislav Mezei   | Barys Astana                    |
| Bester Stürmer     | Gabriel Špilár    | Barys Astana                    |
| Bester Rookie      | Eduard Masula     | HK Saryarka Karaganda           |
| Bester Rookie      | Roman Sawtschenko | Kaszink-Torpedo Ust-Kamenogorsk |